# Dancing Machine (film, 1990)
Pour les articles homonymes, voir Dancing Machine.
Pour plus de détails, voir Fiche technique et Distribution.
Dancing Machine est un film français réalisé par Gilles Béhat et sorti en 1990

## Synopsis
Alain Wolf, ancien danseur émérite, handicapé par un accident de moto qui a également tué sa femme, tient, avec succès, une école de danse. Cependant, plusieurs élèves meurent dans des circonstances mystérieuses. L'inspecteur Eparvier devra résoudre ces crimes.

## Fiche technique
- Titre : Dancing Machine
- Réalisation : Gilles Béhat
- Scénario : Paul-Loup Sulitzer, Marc Cerrone, Alain Delon, Loup Durand, Didier Decoin, Saxon DeCocq, sur une idée de Marc Cerrone
- Photographie : José Luis Alcaine
- Montage : Bruno Boissel
- Production : Alain Delon, Jacques Bar
- Musique : Marc Cerrone, Serge Prokofiev
- Pays de production :  France
- Langue originale : français
- Durée :  106 minutes
- Date de sortie : 
  - France : 28 novembre 1990

## Distribution
- Alain Delon : Alan Wolf
- Claude Brasseur : Michel Eparvier
- Patrick Dupond : Chico
- Tonya Kinzinger : Daphné Danieli
- Marina Saura : Ella Cebrian
- Inaki Aierra : inspecteur Moreno
- Étienne Chicot : commissaire Le Guellec
- Consuelo de Haviland : Liselote Wagner
- Paul-Loup Sulitzer : Le vendeur de photo